# Pädagogische Hochschule Schaffhausen
Die Pädagogische Hochschule Schaffhausen (PHSH) in Schaffhausen / Kanton Schaffhausen ist eine Aus- und Weiterbildungsstätte für Lehrpersonen. Sie ist Partnerschule der Pädagogischen Hochschule Zürich.
Die Lehrerbildung geht im Kanton Schaffhausen bis ins Jahr 1827 zurück. Die PHSH ging 2003 aus dem Pädagogischen Seminar Schaffhausen hervor. Gründungsrektor der PHSH war Eduard Looser. Die PHSH ist seit 2021 durch die Schweizerische Konferenz der Kantonalen Erziehungsdirektoren (EDK) akkreditiert.
Die Hochschule bietet die Grundausbildung für Lehrpersonen der Vorschulstufe (Kindergarten) und der Primarstufe (1. bis 6. Klasse) an. Abschluss ist das schweizerisch anerkannte Lehrdiplom für die Vorschulstufe und/oder die Primarstufe sowie ein international anerkannten Bachelor-Grad.

## Fachbereiche
- Bildung und Erziehung, Gesundheitsförderung, Recht
- Deutsch
- Mathematik
- Mensch und Mitwelt
- Fremdsprachen
- Bewegung und Sport
- Kunst und Design
- Musik
- Medienbildung und Informatik